# Belén Rodríguez González
Belén Rodríguez González,  (Valladolid,1981) es una artista multidisciplinar española que trabaja en formatos mixtos y especialmente en textiles, En 2024  fue seleccionada por la Agencia Española de Cooperación Internacional para representar a España en la exposición conmemorativa de Joaquín Sorolla en la Ny Carlsberg Glyptotek de Copenhague en Dinamarca.

## Trayectoria
Es licenciada en Bellas Artes por la Universidad Complutense de Madrid desde el año 2007. Antes, en 2003 había obtenido el Diploma en Artes Gráficas por la Fundación de la Real Casa de la Moneda de España, y después, en 2010, fue  Magister Art por la Academia de Bellas Artes de Viena, ciudad en la que residió nueve años y donde fue alumna del artista Heimo Zobernig.
Su obra comenzó a exhibirse a principios de los año 2000, principalmente en dibujo, pintura y modelado, en formatos convencionales. Posteriormente realizó creaciones mixtas, collages e instalaciones con diferentes técnicas y elementos, incluidos objetos, artefactos y videoinstalaciones, en grandes formatos. Utiliza materiales diversos, obtenidos directamente, como basuras plásticas, plumas de ave u hojas de árboles con los que realiza montajes, composiciones y telones sobre bastidores, y soportes cerámicos como baldosas.    Mezcla soportes y materiales, como hojas de eucalipto pintadas con rotulador, en el montaje que fue presentado por la Galería Silió de Cantabria.   Para las composiciones con textiles fabrica sus propios tintes basados en tradiciones seculares, aludiendo a la biodiversidad y el tratamiento de la naturaleza. Utiliza técnicas populares de diversas culturas en la producción del telar,   como la técnica japonesa del shibori , aplicada en grandes piezas con distintos retales en su trabajo Hoja Verso, presentado y seleccionado en el V Premio Cervezas Alhambra, en 2021. 

### Obra más representativa
- - Mixtilínea, una instalación con vídeo, artefacto y fotografía en la galería Josh Lilley, Londres 2009.
- - Kore Sore Are, Österreichisches Künstler Atelier Arakawa Ku, en el Machiya Bunka Center de Tokio, Tokio 2009. [10]
- - Circa,  Das weisse Haus, Wien. Viena 2011. [11]
- -  After Sputnik, Meteorito Fosforito. Videoinstalación con escultura de papel maché en la Josh Lilley Gallery, Londres 2013 [12]
- - Schönbrunn,  donde forró un gran espacio con material textil pintado con escenas del pintor austriaco del siglo XIX Johann Wenzel Bergl, en la Fábrica de Tabacos, Madrid 2017 [13]
- -  Meteorito;  escultura con desechos de plásticos obtenidos de las playas, Festival Loop, Barcelona 2019.,[14] [15]
- -  Sal metálica, instalación realizada con textiles de gran tamaño en La Capilla, el Museo Patio Herreriano, Valladolid 2023. [16]
- - ¡Doblad mis amores!, en la exhibición comisariada por Chus Martínez para el centro de arte contemporáneo Collegium, Arévalo 2023[17]
- - Chaqueta de granjero, obra compuestas, tejidas y tintadas por la autora, seleccionada en la Fundación Botín, Santander 2024[18]
- - Sueños lúcidos, instalación con textiles tejidos con materiales reciclados y pigmentos naturales, documentando todo el proceso, seleccionado por TBA21 (Thyssen Bornemisza Art Conteporary), para la exposición en Seúl, Corea, 2025[19]

### Obra en museos y colecciones permanentes
Se encuentran piezas de su creación en los museos y colecciones permanentes de la Colección TBA21 (Thyssen-Bornemisza Art Contemporary), Museo de la Fundación Antonio Pérez, Fundación "la Caixa", Colección Adrastus, el Instituto Valenciano de Arte Moderno  IVAM, el Centro de Arte Dos de Mayo CA2M,  el Centro Andaluz de Arte Contemporáneo CAAC de Sevilla, en la colección del Banco de España, Obra social Montemadrid, Abadía Retuerta,  los Ministerios de Cultura de España y de Austria, y otras instituciones.

## Reconocimientos
Recibió su primer premio en 2003, el de Jóvenes Creadores de la Calcografía Nacional de España, que es la sección de grabado que forma parte de la Real Academia de Bellas Artes de San Fernando. Más tarde fue premiada con el premio de arte joven  Pancho Cossío, de Cantabria y fue reconocida su trayectoria en 2011 como parte de las generaciones emergentes en el mundo del arte con el primer premio Generaciones de Caja Madrid.  Desde entonces, ha sido seleccionada para realizar programas y becas de artistas en varios países en los que ha residido, como en Colombia, en el programa Flora ars+natura de Bogotá; en Cuba, en la iniciativa Artista X Artista de La Habana, en Estados Unidos, Hooper Projects en Los Ángeles; en Tokyo (Institución BMUKK) en Tokio y  en el Atelier Salzamt de Linz (Austria).
Fue becada por la  Academia de España en Roma,  institución del Ministerio de Cultura, y en 2015 recibió la beca Staatstipendien del Ministerio de Cultura de Austria. Por su trayectoria artística recibió en 2013 el Primer Premio Ciutat de Palma Antoni Gelabert,  y la Fundación Banco Santander le entregó el premio a la producción artística en 2014. 